# 小鶴誠
小鶴 誠（こづる まこと、1922年（大正11年）12月17日 - 2003年（平成15年）6月2日）は、福岡県飯塚市出身のプロ野球選手（外野手、内野手）・コーチ。
1942年名古屋軍に入団。戦後の1948年に急映に移籍すると、新田恭一の指導で腰の回転を利用したゴルフスイング打法を習得し、翌1949年に打率.361で首位打者を獲得。翌1950年セ・パ両リーグ分立に伴って松竹へ移籍すると、水爆打線の中核として51本塁打、161打点の二冠王で最優秀選手を獲得するなど、同年の松竹の優勝に貢献した。なお、同年の161打点、376塁打、143得点は日本プロ野球記録。1953年に広島へ移籍し、1958年に引退。引退後は国鉄・阪神などでコーチを務めた。1980年に野球殿堂入り。美しい打撃フォームで、風貌もジョー・ディマジオに似ていたことから和製ディマジオと呼ばれた。

## 経歴

### プロ入り前
飯塚商業専修学校を経て、社会人野球の八幡製鐵でプレー。1942年に職業野球の名古屋軍に入団するが、出身地にちなんだ飯塚誠の偽名を登録名に用いた。これについて、八幡製鉄は軍需工場で転職が認められていなかったことから大学進学の名目で退職したため、あるいは、名古屋軍理事の赤嶺昌志が小鶴を強引に引き抜いたところ八幡製鉄のメンバーやファンから激しい怒り買ったことから、赤嶺が恭順の意志を示したため、の諸説がある。小鶴自身も「飯塚」と場内アナウンスされても、自分のことではないような不思議な感覚だったという。なお、同年の9月1日には本名の小鶴誠に戻している。

### 現役時代

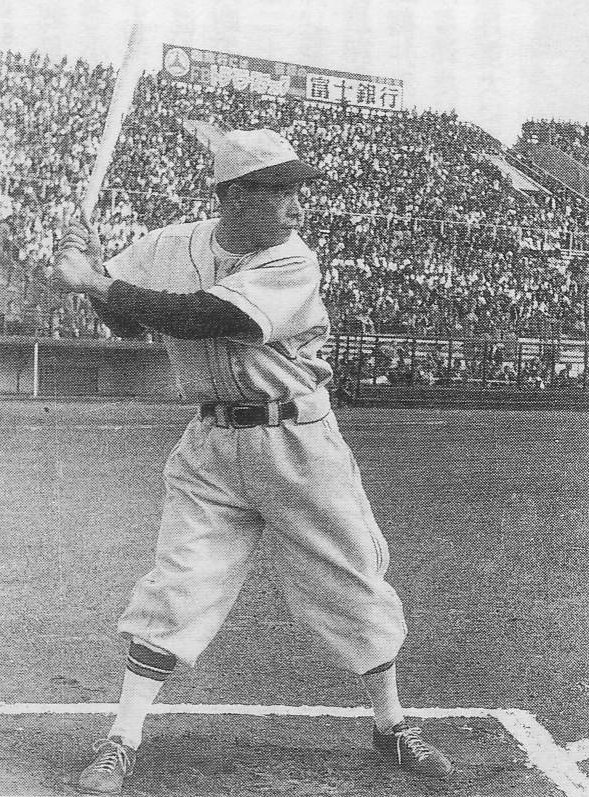
小鶴の打席での構え

1年目からレギュラーとして活躍するが、翌1943年オフに応召のため名古屋軍を退団。
1946年に中部日本軍に復帰する。1948年に球団代表であった赤嶺昌志が辞任に追い込まれると、後を追って退団。急映フライヤーズに移籍した。この間、のちに松竹ロビンスの監督も務める新田恭一に指導を受け、腰の回転を使いダウンスイングで打つゴルフスイング打法を習得した。肩をいからせ、腕力で打つ選手が多かった当時の強打者の中で、小柄で腕力もない小鶴の腰の回転を利用した円滑なスイングは新鮮であった。新田が元ゴルファーだったこともあり、「ゴルフ・スイング」は当時の流行語となった。しかし同時に、その名称から「下からアッパースイングで打つ打法」という誤解も招いた。同年に打率.305で首位打者・青田昇にわずか1厘差で打撃成績2位に入る。
1949年に再び赤嶺に従って大映スターズに移籍。バットを力まずに振る感覚を身につけ、打撃奨励のためのラビットボールと呼ばれる飛ぶボールが採用されたこともあり、飛躍的に打撃成績が向上した。同年は打率.361で首位打者を獲得した。
1950年セ・パ両リーグ分立の際に、セ・リーグ総務に移った赤嶺の斡旋で松竹ロビンスに移籍。岩本義行・大岡虎雄・金山次郎らとともに「水爆打線」と呼ばれた強力打線を形成した。この年は前年に生まれた藤村富美男の日本記録の46本を更新、さらに11月2日の対大洋ホエールズ戦（日生球場）の3回に、大洋の今西錬太郎からレフトへ日本プロ野球史上初のシーズン50本目の本塁打を放つ。シーズンを通して130試合の出場で打率.355・51本塁打・161打点の成績で、リーグ優勝に貢献。打率は.362の藤村富美男に及ばなかったものの、本塁打・打点の2冠とシーズンMVPを獲得した。51本塁打は1963年に野村克也（52本）に破られるまでは日本プロ野球記録で、1964年に王貞治（55本）に破られるまではセ・リーグ記録であった。161打点・143得点・376塁打は現在でも日本プロ野球記録である。さらにこの年は28盗塁を記録し、日本球界唯一の50本塁打20盗塁を達成している（51本塁打28盗塁という記録は当時MLBでも達成者がおらず、2024年にロサンゼルス・ドジャースの大谷翔平が上回るまで世界唯一の記録だった）。同年の長打率.7287は王貞治に抜かれるまで23年間、85長打は松井稼頭央に抜かれるまで52年間日本記録だった（長打数は現在もセ・リーグ記録）。しかしシーズン終盤に椎間板ヘルニアを発症し、日本シリーズでは活躍できなかった。なお、川上哲治の「ボールが止まって見えた」という言葉について、実際には小鶴が50本塁打を達成した際の発言で「知名度のない小鶴では記事にならないから」という理由で報知新聞の記者が川上の発言に変えたとする説がある。
1951年からは飛ぶボールの廃止と椎間板ヘルニアの悪化により、成績を落とした。治療法も無い時代であったため、余りの痛みのために腰の感覚が無くなる程だったという。
1953年に松竹が大洋と合併した際に、金山次郎・三村勲ら赤嶺一派のメンバーとともに広島カープへ移籍。石本秀一監督と樽募金で資金を集めた広島市民の熱意により移籍が実現し、球界の大スター入団に広島の町は沸き返った。往年の力は発揮出来なかったが、この年は自己最多の33盗塁を記録するなど奮闘し、ファンも意気に応えて人気投票1位でオールスターゲームに送り出した。打撃力の乏しい広島では不動の四番に座り、1954年（.297〔9位〕）、1955年（.285〔6位〕）と2年連続で打撃ベストテンに顔を出した。
1958年に現役引退したが、同年のシーズンオフに「チーム若返り策」の名目で戦力外を告げられた。その時、小鶴は球団代表の河口豪に対して、「（自分より）実力の劣る選手がいるのに何故自分なのか。まだまだ現役でやれる自信がある」「この球団は広島閥が強すぎる」「引退を勧めるならば、コーチ就任の話ぐらいあってもいいのでは」と不満をぶつけている。それに対して河口は「君は性格的にコーチは向いていないだろう。それに現役時代より給料は格段に落ちる。ならば勇退とした方がすっきりとするのではないか」と説得し、小鶴も受け入れた。後に河口は、球団幹部だった松田恒次から「小鶴に引退してもらったのは白石監督をやりやすくするためだ」と聞かされたという。

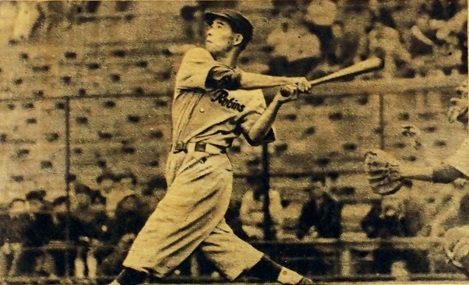
小鶴のスイング

その後、白石率いるカープは1960年に球団初の勝率5割を達成したが、白石から門前真佐人が監督を引き継いだ1961年～1962年にチーム成績は低迷し、観客動員数も落ち込んでしまう。危機感を抱いた球団社長の伊藤信之は小鶴を監督として招聘しようとするが、球団役員の意志統一が図れず、伊藤は辞任してしまう。代わって球団社長に就任した松田恒次は白石を監督として再招聘したため、小鶴がカープに復帰する機会は永遠に失われてしまった。

### 引退後
引退後はラジオ関東解説者（1959年 - 1963年）を経て、国鉄・サンケイ一軍打撃コーチ（1964年 - 1965年）、阪神一軍打撃コーチ（1968年）→東京駐在スカウト（1969年 - 1976年）を歴任。阪神時代は投手として入団した桑野議を打者に転向させたほか、掛布雅之の入団テストを担当。球界から離れた後は東京都練馬区でビル管理会社を経営し、1980年に野球殿堂入り。還暦までバッティングセンターに通い続けて毎日200球ほど打ち込み、打撃を追求し続けていたという打撃の職人であった。
2003年6月2日に心室細動のため豊島区の病院で死去。満80歳没。

## 選手としての特徴
野球の虫と言われたほど研究熱心で、苦手なカーブを徹底的な練習で克服し、戦後にホームランブームが訪れると飛距離を伸ばすゴルフスイング打法にのめり込んで自分のものにするなど、その努力が空前の本塁打記録として実を結んだ。また、通算240盗塁を記録した走塁と、強肩を活かした守備も評価が高かった。

## 人物
プライベートでは物静かで温厚な冗談好きの紳士であった。

## 詳細情報

### 年度別打撃成績
| 年 度      | 球 団           | 試 合 | 打 席 | 打 数 | 得 点 | 安 打 | 二 塁 打 | 三 塁 打 | 本 塁 打 | 塁 打 | 打 点 | 盗 塁 | 盗 塁 死 | 犠 打 | 犠 飛 | 四 球 | 敬 遠 | 死 球 | 三 振 | 併 殺 打 | 打 率 | 出 塁 率 | 長 打 率 | O P S |
| ---------- | --------------- | ----- | ----- | ----- | ----- | ----- | -------- | -------- | -------- | ----- | ----- | ----- | -------- | ----- | ----- | ----- | ----- | ----- | ----- | -------- | ----- | -------- | -------- | ----- |
| 1942       | 名古屋 中部日本 | 102   | 417   | 370   | 35    | 80    | 9        | 9        | 2        | 113   | 29    | 8     | 7        | 1     | --    | 45    | --    | 1     | 49    | --       | .216  | .303     | .305     | .608  |
| 1943       | 名古屋 中部日本 | 80    | 349   | 314   | 31    | 65    | 10       | 4        | 3        | 92    | 21    | 4     | 4        | 3     | --    | 32    | --    | 0     | 20    | --       | .207  | .280     | .293     | .573  |
| 1946       | 名古屋 中部日本 | 96    | 427   | 374   | 54    | 102   | 21       | 7        | 10       | 167   | 63    | 6     | 7        | 1     | --    | 50    | --    | 2     | 40    | --       | .273  | .362     | .447     | .808  |
| 1947       | 名古屋 中部日本 | 114   | 432   | 375   | 43    | 79    | 17       | 5        | 9        | 133   | 38    | 9     | 2        | 0     | --    | 57    | --    | 0     | 49    | --       | .211  | .315     | .355     | .669  |
| 1948       | 急映            | 113   | 483   | 429   | 57    | 131   | 14       | 7        | 16       | 207   | 65    | 27    | 9        | 1     | --    | 52    | --    | 1     | 66    | --       | .305  | .382     | .483     | .864  |
| 1949       | 大映            | 129   | 577   | 501   | 112   | 181   | 26       | 8        | 24       | 295   | 92    | 15    | 6        | 0     | --    | 75    | --    | 1     | 45    | --       | .361  | .445     | .589     | 1.034 |
| 1950       | 松竹            | 130   | 606   | 516   | 143   | 183   | 28       | 6        | 51       | 376   | 161   | 28    | 8        | 0     | --    | 89    | --    | 1     | 53    | 16       | .355  | .450     | .729     | 1.179 |
| 1951       | 松竹            | 97    | 441   | 387   | 68    | 101   | 16       | 4        | 24       | 197   | 85    | 20    | 3        | 0     | --    | 54    | --    | 0     | 43    | 11       | .261  | .351     | .509     | .861  |
| 1952       | 松竹            | 119   | 504   | 450   | 57    | 128   | 24       | 0        | 17       | 203   | 49    | 19    | 7        | 0     | --    | 51    | --    | 1     | 44    | 14       | .284  | .359     | .451     | .810  |
| 1953       | 広島            | 130   | 557   | 488   | 80    | 138   | 32       | 2        | 14       | 216   | 74    | 33    | 5        | 0     | --    | 68    | --    | 1     | 57    | 14       | .283  | .372     | .443     | .814  |
| 1954       | 広島            | 121   | 503   | 454   | 67    | 135   | 25       | 3        | 15       | 211   | 72    | 21    | 7        | 0     | 2     | 47    | --    | 0     | 48    | 16       | .297  | .362     | .465     | .827  |
| 1955       | 広島            | 130   | 549   | 494   | 62    | 141   | 17       | 7        | 18       | 226   | 67    | 26    | 7        | 5     | 4     | 46    | 11    | 0     | 68    | 15       | .285  | .344     | .457     | .801  |
| 1956       | 広島            | 122   | 482   | 428   | 48    | 111   | 12       | 0        | 11       | 156   | 43    | 16    | 4        | 3     | 2     | 48    | 5     | 1     | 60    | 4        | .259  | .334     | .364     | .699  |
| 1957       | 広島            | 107   | 422   | 387   | 31    | 99    | 12       | 0        | 8        | 135   | 38    | 7     | 4        | 1     | 5     | 28    | 5     | 1     | 70    | 10       | .256  | .304     | .349     | .653  |
| 1958       | 広島            | 65    | 200   | 174   | 21    | 43    | 4        | 0        | 8        | 71    | 26    | 2     | 2        | 2     | 5     | 19    | 1     | 0     | 29    | 8        | .247  | .313     | .408     | .721  |
| 通算：15年 | 通算：15年      | 1655  | 6949  | 6141  | 909   | 1717  | 267      | 62       | 230      | 2798  | 923   | 241   | 82       | 17    | 18    | 761   | 22    | 10    | 741   | 108      | .280  | .359     | .456     | .815  |

- 各年度の太字はリーグ最高、赤太字はNPB歴代最高
- 名古屋（名古屋軍）は、1944年に産業（産業軍）に、1946年に中部日本（中部日本軍）に球団名を変更

### タイトル
- 首位打者：1回 （1949年）
- 本塁打王：1回 （1950年）
- 打点王：1回 （1950年）
- 最多出塁数：1回（1949年）

### 表彰
- 最高殊勲選手（MVP）：1回 （1950年）
- ベストナイン：2回 （外野手部門：1949年、1950年）
- 野球殿堂競技者表彰（1980年）

### 記録
節目の記録
- 100本塁打：1950年9月10日、対広島カープ13回戦（広島総合球場）、中山正嘉から本塁打 ※史上3人目
- 1000安打：1952年7月27日、対読売ジャイアンツ14回戦（大阪球場）、西田亨から安打 ※史上11人目
- 1000試合出場：1953年4月28日 ※史上17人目

その他の記録
- シーズン最多得点：143 （1950年、前年の別当薫の日本記録を更新）
- シーズン最多打点：161 （1950年）
- シーズン最多塁打：376 （1950年）
- シーズン50本塁打以上：1回（1950年） ※史上初
- シーズン40本塁打以上：1回（1950年） ※史上2人目
- 10試合連続打点 （1950年5月17日 - 5月31日）
- オールスターゲーム出場：3回 （1951年、1953年、1956年）
- 48球場での本塁打

### 背番号
- 32 （1942年 - 1943年、1946年 - 1947年）
- 24 （1948年）
- 3 （1949年 - 1952年）
- 15 （1953年 - 1958年）
- 61 （1964年 - 1965年）
- 57 （1968年）

### 登録名
- 飯塚 誠 （いいづか まこと、1942年 - 1942年8月31日）
- 小鶴 誠 （こづる まこと、1942年9月1日 - 1958年、1964年 - 1965年、1968年）

## 関連情報
- 映画『人間の翼 最後のキャッチボール』（1996年、シネマクラフト） - 名古屋軍時代の同僚である石丸進一の伝記映画に監修として参加。